# Animorphs (serie televisiva)
Animorphs  è una serie televisiva statunitense e canadese in 26 episodi trasmessi per la prima volta nel corso di 2 stagioni dal 1998 al 1999.
È una serie di fantascienza incentrata sulle vicende di cinque ragazzi supereroi che devono salvare il mondo. È basata sulla serie di racconti omonima della scrittrice statunitense K.A. Applegate.

## Trama
Jake, Rachel, Tobias, Cassie e Marco, cinque adolescenti che solo vagamente si conoscono, scelgono di prendere una scorciatoia attraverso un cantiere e finiscono per incontrare Elfangor, un alieno che offre loro il potere di trasformarsi in animali per salvare la Terra da un insidioso invasore segreto. Jake e i suoi amici devono decidere come utilizzare il loro nuovo potere per sconfiggere e combattere contro gli Yeerk, una razza aliena che ha iniziato la colonizzazione della Terra parassitando le menti umane.

## Personaggi e interpreti
- Jake Berenson (26 episodi, 1998-1999), interpretato da Shawn Ashmore.
- Rachel Berenson (26 episodi, 1998-1999), interpretata da Brooke Nevin.
- Marco (26 episodi, 1998-1999), interpretato da Boris Cabrera.
- Cassie (25 episodi, 1998-1999), interpretata da Nadia-Leigh Nascimento.
- Tobias (25 episodi, 1998-1999), interpretato da Christopher Ralph.
- Aximili-Esgarrouth-Isthill (21 episodi, 1998-1999), interpretato da Paulo Costanzo.
- Visser Three (18 episodi, 1998-1999), interpretato da Eugene Lipinski.
- Tom Berenson (15 episodi, 1998-1999), interpretato da Joshua Peace.
- Principal Chapman (13 episodi, 1998-1999), interpretato da Richard Sali.
- Jeremy (5 episodi, 1998-1999), interpretato da Frank Pellegrino.
- Principe Elfangor (4 episodi, 1998-1999), interpretato da Diego Matamoros.
- Nikki (4 episodi, 1998-1999), interpretata da Karen Waddell.
- Melissa Chapman (3 episodi, 1998-1999), interpretata da Terra Vnesa.
- Greg (3 episodi, 1998-1999), interpretato da Jonathan Whittaker.
- Sarah Berenson (3 episodi, 1998), interpretato da Cassandra Van Wyck.
- Martin Tessmacher (3 episodi, 1999), interpretato da Tom Barnett.
- Visser One (3 episodi, 1999), interpretata da Allegra Fulton.

## Produzione
La serie fu prodotta da Angel/Brown Productions, Scholastic Productions e Protocol Entertainment e girata a Toronto in Canada. Le musiche furono composte da Norman Orenstein.

### Registi
Tra i registi sono accreditati:
- Shawn Levy in 5 episodi (1998-1999)
- Graeme Lynch in 5 episodi (1998-1999)
- Ron Oliver in 5 episodi (1998-1999)
- Don McCutcheon in 4 episodi (1998-1999)
- Timothy Bond in 2 episodi (1998)
- William Fruet in 2 episodi (1998)

### Sceneggiatori
Tra gli sceneggiatori sono accreditati:
- Ron Oliver in 6 episodi (1998-1999)
- Neal Shusterman in 6 episodi (1998)
- Jessica Scott in 5 episodi (1998-1999)
- Mike Wollaeger in 5 episodi (1998-1999)
- Carl Ellsworth in 3 episodi (1998-1999)
- Marc Scott Zicree in 3 episodi (1998-1999)
- Scott Peters in 2 episodi (1998)
- Jeff Vlaming in 2 episodi (1998)
- George Melrod in 2 episodi (1999)

## Distribuzione
La serie fu trasmessa negli Stati Uniti dal 15 settembre 1998 all'8 ottobre 1999 sulla rete televisiva Nickelodeon e in Canada sulla rete Global. In Italia è stata trasmessa dal 2000 su RaiDue con il titolo Animorphs. È stata distribuita anche in Spagna con il titolo Animorphs.

## Episodi
| Stagione         | Episodi | Prima TV Canada |
| ---------------- | ------- | --------------- |
| Prima stagione   | 20      | 1998-1999       |
| Seconda stagione | 6       | 1999            |